# كلية الطب بعنيزة
كليّة الطّب بعنيزة هي أوّل كليّة في المملكة العربية السعودية تعتمد التّخريج بشهادة دكتور في طب (MD) ، أنشئت سنة 2011م وابتدأت الدّراسة فيها سنة 2013م.
مقر الكليّة هو محافظة عنيزة في منطقة القصيم، وتتبع الكليّة لجامعة القصيم.
الكلية أبرمت عقد توأمة مع مدرسة بونشوفت للطّب في جامعة رايت ستيت في ولاية أوهايو الأمريكية؛ حيث أنّ منهج الدّراسة والاختبارات متطابق في كِلتْي الكليتين ومتزامن في آن واحد.

## نظام الدراسة والتقييم
النظام المُتَبع في الدراسة هو نظام التعلم بحل المشكلات الطبية من خلال الفريق (بالإنجليزية: team based learning)‏، حيث تعرض وتناقش المشكلات المُعدة بواسطة مختصين، على مستوى الفريق المكون من 6-8 ثم تناقش على مستوى بقية الفرق برفقة أعضاء هيئة التدريس للتوجيه والإرشاد ويتم التعلم من خلال استعراض الجوانب المختلفة للمشكلات الطبية وإثارة التساؤلات والمشاركات الإيجابية وما يتبعها من بحث وتعلم ذاتي واستعمال مختلف مصادر التعلم، التي تشمل المحاضرات والدروس العمَلية والسريرية والوسائل السمعية والبصرية والتقنيات المعتمدة على الحاسوب والمكتبة وغيرها. كذلك الطالب مطالب بالبحث عن المعلومة بجميع الوسائل الممكنة ولا يكتفى بما يقدم من محاضرات. في كلية الطب بعنيزة الطالب هو اساس ومحور العملية التعليمة، فالنجاح يعتمد على ما يبذله الطالب من جهد في البحث والتعلم، اما مهمة أعضاء التدريس هي التوجية وإعطاء الخيوط الاولية اللتي يتم من خلالها البحث عن المعلومة. ويقيم أداء الطالب باستمرار عن سائر الأنشطة التعليمية (في المجموعات الدراسية وبواسطة مختلف الاختبارات في أثناء وبنهاية المقررات المختلفة) من حيث قدرته على حل المشكلات وإتقان مهارات الاتصال والتفاعل في المجموعات التعليمية، وسلوكياته وحصيلة معلوماته.

## مراحل المنهج الدراسي
في برنامج دكتور في طب "MD" المعمول به في مدرسة بونشوفت للطب في جامعة رايت ستيت في ولاية أوهايو الأمريكية يجب على الطالب الحصول على بكالريوس علمي قبل الدخول فيه
لذلك الكلية اوجدت مرحلة تحضيرية انتقالية مكونة من سنتين
المرحلة الأولي: المرحلة التحضيرية الأولى (سنة واحدة) -منفصلة عن الكلية-
المرحلة الثانية: المرحلة التحضيرية الثانية (سنة واحدة).
المرحلة الثالثة: برنامج دكتور في طب "MD" (اربع سنوات)
و يجب على الطالب اجتياز الجزء الأول من اختبار اختبار الرخصة الطبية الأمريكي بعد الانتهاء من السنة الثانية في برنامج دكتور في طب "MD" . «سابقا»
الآن لا يوجد اختبار الرخصة الأمريكية
يتبع إكمال المرحلة الثالثة سنة الامتياز (المعاودة)، ويجب على الطالب إنهاء جميع المقررات الدراسية قبل البدء بفترة الامتياز.

## وصلات خارجية
- كلية الطب جامعة بعنيزة
- Wright State partners with Saudi university to create medical school modeled on Boonshoft School of Medicine
- // جامعة رايت ستيت تنشئ منهج التعليم الطبي بكلية الطب بعنيزة
- وفد من كلية طب بونشوفت الأمريكية يزور كلية الطب

1. ↑  "صحيفة الجامعة – تجريبي". مؤرشف من الأصل في 2020-01-09.
2. ↑  Inside Boonshoft | Boonshoft School of Medicine | Wright State University نسخة محفوظة 01 يناير 2015 على موقع واي باك مشين.